# Blanche Sweet

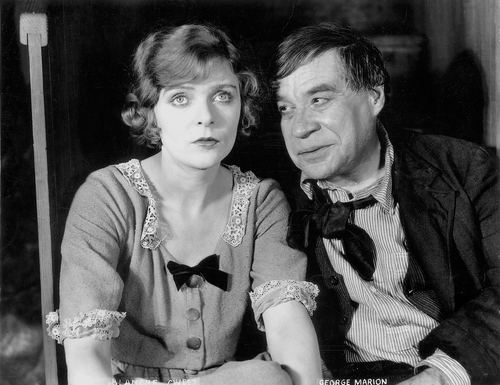
Blanche Sweet och George F. Marion i Anna Christie (1923).

Blanche Sweet, född 18 juni 1896 i Chicago, Illinois, död 6 september 1986 i New York, var en amerikansk stumfilmsskådespelare.
Hennes föräldrar var inom underhållningsbranschen, vilket ledde till att hon gjorde scendebut som fyraåring och filmdebut 1908. Hon blev snart en favorit som hjältinna i filmer av D.W. Griffith. I motsats till många av den tidens hjältinnor, såsom Lillian Gish, var hon inte den spröda hjälplösa typen utan istället en stark och bestämd kvinna.
Sweets mest minnesvärda roller är i kortfilmen Stationsföreståndaren på Londale (1911) och den längre filmen Judith och Holofernes (1914). År 1915 lämnade hon Griffith och gjorde filmer för andra filmbolag, bland annat Anna Christie (1923) och Tess of the d'Urbervilles (1924). I och med ljudfilmens genombrott övergick hon till scenroller, men 1959 hade hon en liten roll i en film med Danny Kaye, Five Pennies.

## Filmografi i urval
- 1909 – Arbetare contra överklassen
- 1911 – Stationsföreståndaren på Londale
- 1914 – Judith och Holofernes
- 1919 – Kvinnan och guldet
- 1920 – Konung Dollar
- 1922 – Syndens lön
- 1923 – I kungens palats
- 1923 – Själar till salu
- 1923 – Anna Christie
- 1925 – Det stora ögonblicket
- 1926 – I hemlig tjänst
- 1930 – Yngsta gardet
- 1930 – Silverstimmet i Alaska
- 1959 – Five Pennies